# 奇平额蛛
奇平额蛛（学名：Caerostris paradoxa）为园蛛科平额蛛属的动物。分布于缅甸、斯里兰卡、印度尼西亚、马达加斯加、马来西亚、台湾岛以及中国大陆的云南等地。